# Ga Bang Rak Yai MRT
Ga Bang Rak Yai (tiếng Thái: สถานีบางรักใหญ่, phát âm [sā.tʰǎː.nīː bāːŋ rák jàj]) là một ga Bangkok MRT trên Tuyến Tím. Nhà ga mở cửa ngày 6 tháng 8 năm 2016 và nằm trên đường Rattanathibet ở tỉnh Nonthaburi. Nhà ga có bốn lối vào.
Tính đến năm 2021, Bang Rak Yai là nhà ga ít được sử dụng nhất trên toàn hệ thống MRT.